# Zhang Lu (pintor)
Avís: Zhang Lu (mort el 216) va ser un senyor de la guerra. Un actor xinès també es diu així.
Zhang Lu   (Kaifeng, 1464 - 1538) xinès simplificat: 张路; xinès tradicional: 張路; pinyin: Zhāng Lù, també conegut com a Tianchi i Pingshan, fou un pintor xinès que va viure sota la dinastia Ming. Va néixer a Xiangfu, actualment Kaifeng, província de Henan, vers l'any 1464 i va morir el 1538 aproximadament. Va ser alumne de Wu Wei.
L'obra de Zhang, pintor de paisatges, animals i figures humanes, va estar influït per la denominada Escola Zhe de Pintura. El seu estil era lliure i desinhibit. Sovint feia servir el pinzell sec. Al llarg de la seva vida el seu estil va anar variant. Les seves obres es troben exhibides al Museu del Palau de Pequín, al Museu d'Art de Tianjin i al Museu Nacional del Palau de Taipei.

## Galeria d'imatges

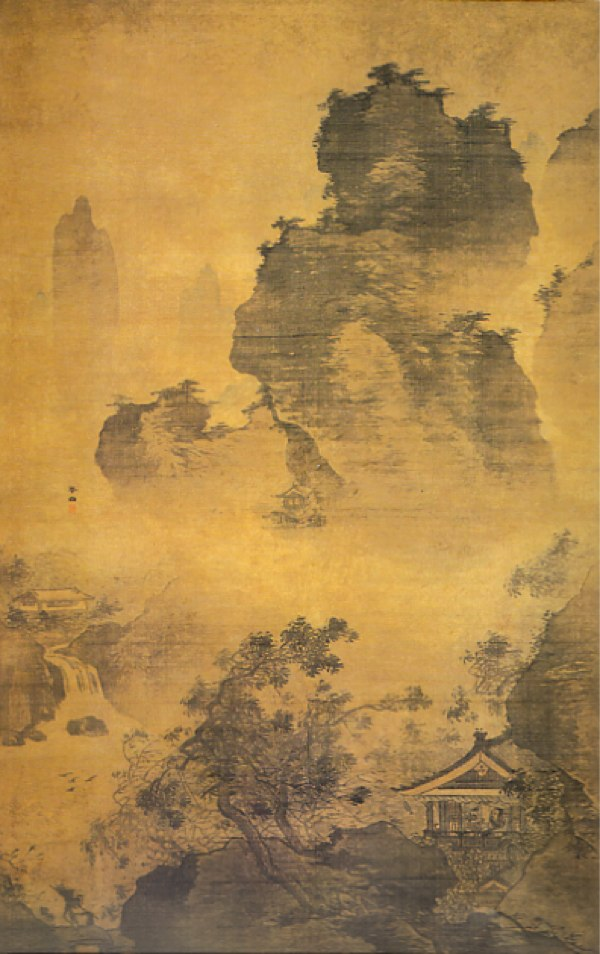
Retorn precipitat abans de la pluja
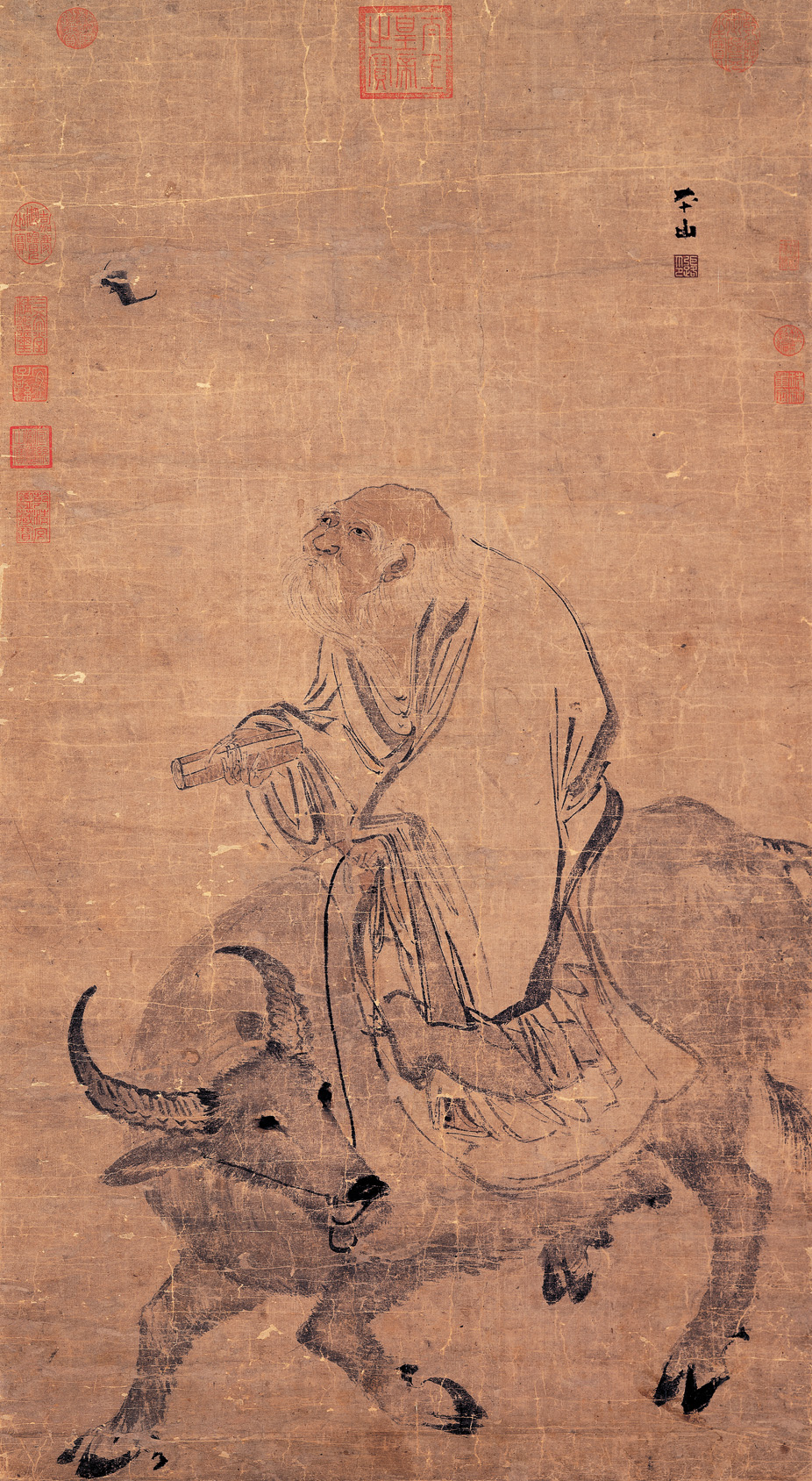
Lao Tse passejant damunt un bou